# 赤经

赤道座標

赤經（英文Right ascension；縮寫為RA；符號為α）是天文學使用在天球赤道座標系統內的座標值之一，通过天球两极并与天赤道垂直，另一個座標值是赤緯。

## 說明
天球上的赤經，功用與地理座標中的經度相同。赤經和經度都是沿著赤道向東或西方向量度，零點也是赤道上隨意選擇的。經度的零點是本初子午線；赤經的零點是春分點，這是太陽在3月下旬運行至北天球時所通過的點，也是地球的升交點。 
赤經的數值由春分點向東量度的，單位是時、分、秒，但有時也會用度來量度。他與恆星時的關係密不可分。它既是時間的單位，也是角度的單位。1h=15゜，1m=15'，1s=15"。在航海上使用的是恆星時角（縮寫SHA），與赤經的不同是赤經由西向東量度，恆星時角是由東向西量。
赤經可以用來測量天體在天球上的位置，並且可以計算天體到達天空中某一定點的時間。例如，有個位置在赤經13h30m的天體，正在子午圈上，則在赤經20h的天體會在6.5小時（恆星時）後經過子午圈。

## 歷史
赤經的觀念至少可以追溯至西元前二世紀，喜帕恰斯已經知道使用赤經編製星表，但他和之後的天文學家製作星表時都使用黃道座標，只在特別的情況下才使用赤道座標。因為望遠鏡的發明，天文學家可以詳細的觀察天體，為了因應長時間觀測的需要，望遠鏡被安裝在便於追蹤天體的赤道儀架台上。因為赤道儀只要旋轉與地球自轉軸平行的軸，就可以抵銷地球的自轉，固定的指向選定的天體。簡而言之，赤道座標系統已經被觀測者普遍的接受，利用赤道儀上的定位圈就可以準確的指向已經知道赤經與赤緯的天體。第一本使用赤道座標標式恆星的星表是約翰·佛蘭斯蒂德的Historia Coelestis Britannica星表。